# John Kuck
John Henry Kuck (ur. 27 kwietnia 1905 w Wilson, w stanie Kansas, zm. 21 września 1986 w Halstead) – amerykański lekkoatleta, specjalista pchnięcia kulą, mistrz olimpijski z Amsterdamu.
Był wszechstronnym lekkoatletą. W 1926 zdobył tytuł mistrza Stanów Zjednoczonych (AAU) w rzucie oszczepem ustanawiając jednocześnie rekord tego kraju 65,28 m. W 1927 został mistrzem USA w pchnięciu kulą. W 1928 przed igrzyskami olimpijskimi w Amsterdamie dwukrotnie uzyskiwał lepszy rezultat od rekordu świata Ralpha Rose’a, ale wyniki te nie zostały zatwierdzone. W maju tego roku Emil Hirschfeld z Niemiec poprawił ten rekord uzyskując 15,79 m.
Na igrzyskach olimpijskich Kuck zdobył złoty medal ustanawiając w piątej kolejce rekord świata wynikiem 15,87 m. Drugi był jego rodak Herman Brix, a trzeci Hirschfeld. Krótko po igrzyskach Hirschfeld odebrał Kuckowi rekord świata rzucając 16,04 m.
Później Kuck był trenerem lekkoatletycznym na Uniwersytecie Kansas, a następnie pracował w przemyśle drzewnym i prowadził ośrodek wypoczynkowy w Idaho. Do Kansas wrócił w 1972 i tam zmarł.